# Benedicto Monteiro
Benedicto Wilfred Monteiro (Alenquer, 1 de março de 1924 – Belém, 15 de junho de 2008) foi um escritor, jornalista, advogado e político brasileiro.

## Biografia
Filho de Ludgero Burlamaqui Monteiro e Heribertina Batista Monteiro, cursou o primário no grupo escolar de Alenquer e o curso de humanidades no Colégio Marista Nossa Senhora de Nazaré, em Belém.
Iniciou os seus estudos de direito na Universidade do Brasil (atual Universidade Federal do Rio de Janeiro). Diplomou-se bacharel em Ciências Jurídicas e Sociais pela Faculdade de Direito do Pará (atual Universidade Federal do Pará). Exerceu a magistratura e o Ministério Público. Foi eleito deputado estadual por duas legislaturas. Foi também secretário de Estado de Obras, Terras e Águas. Foi cassado durante o Golpe Militar de 1964.
Publicou em 1945, no Rio de Janeiro, o seu primeiro livro de poesias, Bandeira Branca. As obras de Benedicto Monteiro são dedicadas ao seu fabuloso Verde Vagomundo da Amazônia.
Na sua terra natal, exerceu a vereança e funções judiciárias. Foi Deputado estadual e Deputado federal Constituinte (Assembleia Nacional Constituinte), se dedicou às causas agrárias em defesa dos trabalhadores rurais e compôs o hino O Canto do Lavrador. Foi o primeiro Procurador Geral do Estado do Pará e criou instalou a Defensoria Publica no Pará. Foi advogado militante na área agrária e escreveu seu livro de Direito Agrario. Nos últimos anos de sua vida dedicou-se à sua atividade literária e a projetos culturais e de defesa do meio ambiente.
Casado com Wanda Marques Monteiro, teve cinco filhos: Aldanery, Ana Luiza, Wanda Benedicta, Benedicto Filho e Dulcinez. Foi membro da Academia Paraense de Letras e do Instituto Histórico e Geográfico do Pará.

## Obras
- Bandeira branca (1945)
- Verdevagomundo (1972)
- O Minossauro
- A terceira margem (1983)
- Aquele um (1985)
- O carro dos milagres (1975)
- Direito agrário e processo fundiário
- O Cancioneiro do Dalcídio
- Transtempo (1993)
- Maria de todos os rios
- Como se faz um guerrilheiro
- Discurso sobre a corda
- Poesia do Texto
- Aruanã
- Cobra-grande
- Estudos regionais
- A Terceira dimensão da mulher (2002)
- História do Pará
- Ideias sobre Alfabetização Ecológica _  Amazônia
- O Homem Rio - A Saga de Miguel dos Santos Prazeres (2008)

### Tetralogia Amazônica
- Verde vagomundo
- O Minossauro
- A Terceira Margem
- Aquele um